# Медаль Добрых заслуг
Медаль «Добрых заслуг» (пол. Medal «Bene Merentibus») — одна из старейших польских наград (с 1738 г.).

## История награды
Учреждена в Польше в 1738 году польским королём и великим князем литовским курфюрстом саксонским Августом III Саксонцем.
Вторая, после Ордена Белого Орла награда Речи Посполитой вручаемая за заслуги.
В отличие от Ордена Белого Орла, который вручался только высокопоставленным представителям аристократии, медалью «Bene Merentibus» могли быть отмечены представители более низких слоев общества: ведущие деятели искусства и науки, а также оружейные мастера.
Награждение медалью Bene Merentibus происходило в день именин короля - 3 августа.
Медаль «Bene Merentibus» круглая диаметром 52 мм. Изготавливалась из серебра. На лицевой стороне медали в центральной её части помещено изображение бюста короля.  Медаль окружена надписью с выступающими буквами на латинском языке: AUGUSTUS III D.G. REX POLONIARUM (Август III Божьей милостью король Поляков).
На оборотной стороне медали в центральной её части находился стол с цепью Ордена Белого Орла, вокруг которого расположена надпись  на латинском языке: DE REGE ET REPUBLICA BENE MERENTIBUS (За Добрые заслуги для короля и Речи Посполитой).
Ниже находилась дата награждения, например MDCCXLVIII/3 Авг. (медали изготавливались ежегодно в один и тот же день и датой текущего года).
Автором медали был Кристиан Сигизмунд Вермут (пол. Chrystian Sigismund Vermuth), художник-чеканщик и медальер работавший при дворе Августа III Саксонца.

## Ссылка
- Medal Bene Merentibus
- Wanda Bigoszewska: Polskie ordery i odznaczenia. Warszawa: Wyd. Interpress, 1989. ISBN 83-223-2287-9.